# Nerkin Hand
Nerkin Hand – wieś w Armenii, w prowincji Sjunik. W 2011 roku liczyła 97 mieszkańców.